# Koriukivka (huyện)
Huyện Koriukivka (tiếng Ukraina: Корюківський район, chuyển tự: Koriukivkas'kyi raion) là một huyện của tỉnh Chernihiv thuộc Ukraina. Huyện Koriukivka có diện tích 1424 kilômét vuông, dân số theo điều tra dân số ngày 5 tháng 12 năm 2001 là 33676 người với mật độ 24 người/km2. Trung tâm huyện nằm ở Koriukivka.